# Rush City (Minnesota)
Rush City es una ciudad ubicada en el condado de Chisago en el estado estadounidense de Minnesota. En el Censo de 2010 tenía una población de 3079 habitantes y una densidad poblacional de 275,44 personas por km².

## Geografía
Rush City se encuentra ubicada en las coordenadas 45°41′15″N 92°57′55″O / 45.68750, -92.96528. Según la Oficina del Censo de los Estados Unidos, Rush City tiene una superficie total de 11.18 km², de la cual 11 km² corresponden a tierra firme y (1.58%) 0.18 km² es agua.

## Demografía
Según el censo de 2010, había 3079 personas residiendo en Rush City. La densidad de población era de 275,44 hab./km². De los 3079 habitantes, Rush City estaba compuesto por el 80.55% blancos, el 13.19% eran afroamericanos, el 3.99% eran amerindios, el 1.33% eran asiáticos, el 0% eran isleños del Pacífico, el 0.1% eran de otras razas y el 0.84% pertenecían a dos o más razas. Del total de la población el 2.47% eran hispanos o latinos de cualquier raza.